# Хэйсань-плейс
Хэйсань-плейс (Hysan Place, 希慎廣場) — 36-этажный гонконгский небоскрёб, расположенный в округе Ваньчай. На нижних этажах находится торговый центр Lee Gardens и сеть магазинов, выше — офисные помещения. Также имеются 4 подземных этажа и 86 парковочных мест. Хэйсань-плейс построен в 2012 году на месте снесённого в 2008 году 41-этажного здания Хеннесси-сентр и системой переходов связан со станцией метро Causeway Bay. Девелопером небоскрёба Хэйсань-плейс является компания Hysan Development (здание, как и компания, названы в честь Ли Хэйсаня — видного гонконгского бизнесмена начала XX века). Башня отвечает самым высоким требованиям энергетического и экологического проектирования. Одним из крупнейших арендаторов офисных помещений является компания KPMG, торговых — Apple Store.
|                       |             |                |
| Вход в торговый центр | Apple Store | Торговый центр |